# Jules Onana
Jules Denis Onana (Yaundé, Camerún, 12 de junio de 1964) es un exfutbolista internacional y entrenador camerunés. Se desempeñó como defensor en su selección nacional y militó en diversos clubes de Camerún, Francia e Indonesia.

## Selección nacional
Onana ha jugado 42 partidos internacionales con la selección camerunés y no anotó goles. Incluso participó con su selección, en una sola edición de la Copa del Mundo FIFA, que fue en la edición de Italia 1990, donde la selección camerunés llegó a los cuartos de final, cayendo ante Inglaterra por 3-2 en el alargue. Onana disputó 3 de los 5 partidos de la selección camerunés, en esa cita mundialista de Italia, recibiendo la tarjeta amarilla en 2 ocasiones, durante el desarrollo del torneo.

## Participaciones en Copas del Mundo
| Mundial                        | Sede   | Resultado        | Partidos | Goles |
| ------------------------------ | ------ | ---------------- | -------- | ----- |
| Copa Mundial de Fútbol de 1990 | Italia | Cuartos de final | 4        | 0     |

## Clubes
| Club                  | País      | Año         |
| --------------------- | --------- | ----------- |
| Canon Yaoundé         | Camerún   | 1988 - 1994 |
| Aigle Nkongsamba      | Camerún   | 1995        |
| Blagnac               | Francia   | 1996        |
| Persma Manado         | Indonesia | 1997 - 2000 |
| Persis Solo           | Indonesia | 2001        |
| Pelita Krakatau Steel | Indonesia | 2002        |